# 佐々木正人
佐々木 正人（ささき まさと、1952年11月11日 - ）は、日本の心理学者。北海道生まれ。筑波大学，早稲田大学，東京大学を経て，現在，多摩美術大学美術学部教授
1994年『「空書」行動の出現と機能表彰の運動感覚的な成分について」の研究により日本教育心理学会城戸奨励賞を受賞している。

## 略歴
1. 1978年、東京学芸大学 教育学部卒業[2]
2. 1980年、筑波大学大学院 心身障害学専攻 博士課程修了[2]
3. 筑波大学助手、早稲田大学人間科学部助教授
4. 東京大学大学院 教育学研究科助教授
5. 東京大学大学院 情報学環・学際情報学府教授（2000-2006年）
6. 東京大学大学院 教育学研究科教授（2007年-2017年）[2]
7. 多摩美術大学 美術学部統合デザイン学科教授（2017年-）

## 著書

### 単著
- 『からだ――認識の原点』（東京大学出版会, 1987年／新装版, 2008年）
- 『アフォーダンス――新しい認知の理論』（岩波書店, 1994年）
- 『知性はどこに生まれるか――ダーウィンとアフォーダンス』（講談社［講談社現代新書］, 1996年）

改題『アフォーダンス入門――知性はどこに生まれるか』（講談社学術文庫, 2008年）
- 『知覚はおわらない――アフォーダンスへの招待』（青土社, 2000年）
- 『レイアウトの法則――アートとアフォーダンス』（春秋社, 2003年）
- 『ダーウィン的方法――運動からアフォーダンスへ』（岩波書店, 2005年）
- 『時速250kmのシャトルが見える――トップアスリート16人の身体論』（光文社［光文社新書］, 2008年）

### 共著
- （三嶋博之・松野孝一郎）『アフォーダンス』（青土社, 1997年）

### 編著
- 『想起のフィールド――現在のなかの過去』（新曜社, 1996年）
- 『心理学のすすめ』（筑摩書房, 1996年）
- 『アート／表現する身体――アフォーダンスの現場』（東京大学出版会, 2006年）
- 『包まれるヒト――〈環境〉の存在論』（岩波書店, 2007年）

### 共編著
- （佐伯胖）『アクティブ・マインド――人間は動きのなかで考える』（東京大学出版会, 1990年）
- （小林春美）『子どもたちの言語獲得』（大修館書店, 1997年／新版, 2008年）
- （三嶋博之）『アフォーダンスと行為』（金子書房, 2001年）
- （三嶋博之）『アフォーダンスの構想――知覚研究の生態心理学的デザイン』（東京大学出版会, 2001年）
- （岡田美智男・三嶋博之）『身体性とコンピュータ』（共立出版, 2001年）
- （後藤武・深澤直人）『デザインの生態学――新しいデザインの教科書』（東京書籍, 2004年）
- （三嶋博之）『生態心理学の構想――アフォーダンスのルーツと尖端』（東京大学出版会, 2005年）

### 訳書
- エレノア・J・ギブソン『アフォーダンスの発見――ジェームズ・ギブソンとともに』（岩波書店, 2006年）